# ذكاء أخلاقي

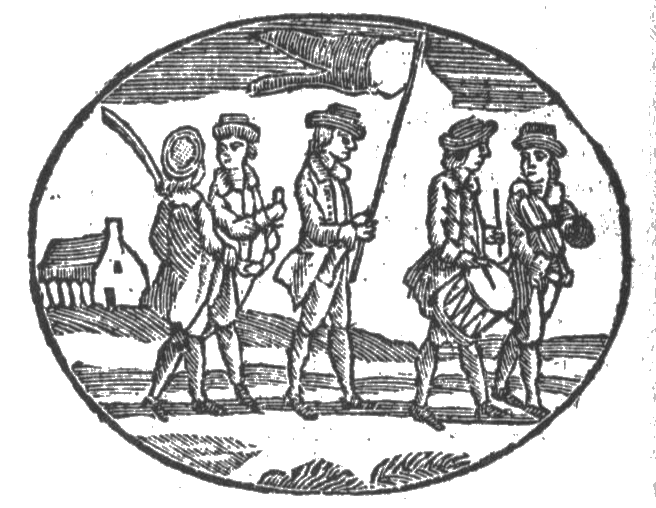

الذكاء الأخلاقي هو القدرة على فهم ما هو صائب وما هو خاطئ، والتصرف بناءً على القيم التي يُعتقد أنها صائبة. وهناك سبع نقاط أساسية يتم بها بناء الذكاء الأخلاقي، للشخص مثل التعاطف، والضمير، وضبط النفس، واحترام الآخرين، واللطف، والتسامح، والعدل.